# ساوداغار (فلم 1973)
ساوداغار (بالهندية: सौदागर) (بالإنجليزية: Saudagar) هو فيلم درامي بوليوودي عام 1973، من إخراج سودهندو روي، وهو مستوحى من القصة البنغالية "راس" للكاتب ناريندراناث ميترا. يشارك في بطولة الفيلم نوتان في دور مهزوبين وأميتاب باتشان في دور موتي. كما ظهرت أيضًا تريلوك كابور وبادما خانا في دور فولبانو، مراد، ليلا ميشرا في دور (بادي بهي)، ديف كيشان، جوجنو و في جوبال ظهروا أيضًا في الفيلم. على الرغم من أن الفيلم لم يحقق نجاحًا تجاريًا، فقد تم اختياره ليكون المدخل الهندي لأفضل فيلم بلغة أجنبية في حفل توزيع جوائز الأوسكار السادس والأربعين ، لكنه لم يحصل على ترشيح.

## حبكة
موتي هو تاجر "جور" (عصير نخيل التمر المركز غير المكرر) الذي يتاجر في الجور الموسمي المصنوع من "خاجور" (نخيل التمر). خلال فترة خارج الموسم، يلتقي بفتاة تدعى فولبانو ويقع في حبها. تتوجه موتي نحو والد فولبانو، الذي يطلب منه الميهار (مهر العروس)، الذي لا يملكه.
ماجوبي، أرملة وهي شريكة موتي في العمل، تقوم بإعداد الغور له لبيعه. إن منتجاتها (وبالتالي منتجات موتي) مشهورة جدًا ويفضل الناس دائمًا الشراء من موتي. يقرر موتي الزواج من ماجوبي حتى لا يضطر إلى دفع المال لها، وبالتالي يستطيع توفير المزيد من المال في وقت أقرب. ماجوبي، الذي لم يكن على علم بالدوافع الخفية لموتي، فوجئ في البداية بالاقتراح، لكنه قبله لاحقًا. في نهاية الموسم، يدخر موتي ما يكفي للميهر ويطلق ماجوبي.
لقد صدمت هذه الحادثة ماجوبي وأبناء المجتمع. تلتقي موتي بوالد فولبانو وتطلب منه مرة أخرى يد ابنته. راضيًا عن الميهر، يزوج ابنته (فولبانو) إلى موتي. كل شيء على ما يرام حتى وصول موسم الجور. يعتبر فولبانو سيئًا للغاية في صنع الجور، ويتوقف زبائن موتي عن الشراء من متجره. وفي هذه الأثناء، يطلب تاجر الأسماك (مجهي) من ماجوبي الزواج منه. إنه صادق معها، موضحًا لها أنه لديه أطفال صغار ويريد من ماجوبي أن تعتني بهم. هو يعاملها دائما بلطف.
لقد اقترب موسم الغور من نهايته، ولم تحقق شركة موتي ربحًا جيدًا في ذلك العام. ذات يوم، يترك فولبانو الذي يصنع الجور للاستحمام عندما يصل موتي ويرى أن الجور قد احترق. يضرب فولبانو بشدة بالعصا. والآن لم يعد أمامه خيار آخر سوى أن يطلب من ماجوبي أن يصنع له بضعة أحواض من الجور ليبيعها. يأخذ علبتين من رحيق التمر ويتوجه إلى مجوبي في منزل زوجها ويطلب منها أن تصنع له بعض الجور ليبيعه. ويتبعه فولبانو. في البداية، كانت ماجوبي غاضبة للغاية عند رؤية موتي، لكنها فهمت أنه في حالة يرثى لها ويتوسل إليها بطريقة غير مباشرة للحصول على المغفرة. كما أنها ترى فولبانو يستمع إلى كل شيء من خلف السياج. عندما تلتقي عيون السيدتين، تبدأان في البكاء وتحتضنان بعضهما البعض بحنان.

## طاقم التمثيل
- نوتان بيهل بدور ماجوبي "ماجو"، زوجة موتي السابقة.
- أميتاب باتشان في دور مطلب المعروف أيضًا باسم موتي
- تريلوك كابور في دور نادر
- بادما خانا بدور فولبانو "فول جان"
- مراد كالشيخ
- ليلا ميشرا في دور بادي بهي
- ديف كيشان في دور وحيد بهايجان، الأخ الأكبر لرزاق
- جوجنو في دور عثمان
- ف. جوبال في دور غفور
- سي إس دوبي في دور بانيرجي
- يونس بيهاري كمشتري
- إتش. إل.باردسي في دور سيكاندار
- بارو في دور كالا
- حبيبة رحمن في دور فتاة القرية
- ناربادا شنكار في دور ماليك بابو
- شريرام شاستري في دور سادان بابو
- سورايا كقروية

## موسيقى
تم تأليف موسيقى الفيلم من قبل الملحن متعدد المواهب الراحل رافيندرا جين. الكلمات كانت أيضًا من تأليف رافيندرا جين. قام بتأليف العديد من الأغاني المميزة للفيلم، وأبرزها:
| الرقم | العنوان                        | المغني(ون)             |
| ----- | ------------------------------ | ---------------------- |
| 1     | "ساجانا هين موهي ساجنا كي ليي" | آشا بهوسل              |
| 2     | "كيون لايو سينيا بان"          | آشا بهوسل              |
| 3     | "حسن هين يا كوي قيامات هين"    | محمد رفيع، آرتي موخرجي |
| 4     | "هار حسين شيز كا"              | كيشور كومار            |
| 5     | "باب هين كينارا"               | مانا داي               |
| 6     | "تيرا ميرا ساث راهي"           | لاتا مانغيشكار         |
| 7     | "مين هون فول بانو"             | لاتا مانغيشكار         |

## روابط خارجية
- مقالات تستعمل روابط فنية بلا صلة مع ويكي بيانات